# تشارلز أوليفر إيزيلن
تشارلز أوليفر إيزيلن (بالإنجليزية: Charles Oliver Iselin)‏ هو مصرفي أمريكي، ولد في 8 يونيو 1854 في نيويورك في الولايات المتحدة، وتوفي في 1932 في جلان هيد (نيويورك) في الولايات المتحدة.

## معرض صور

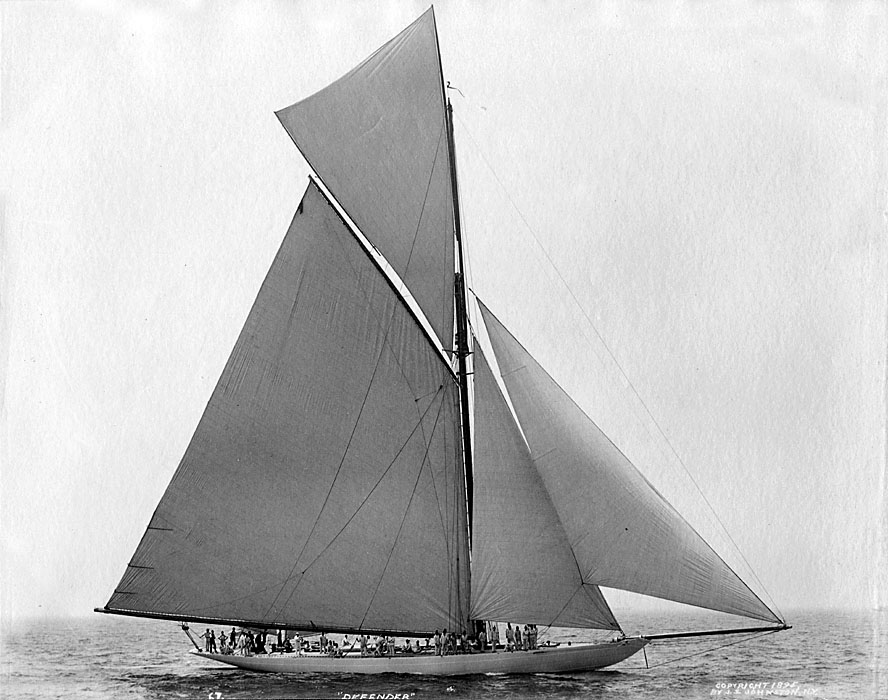
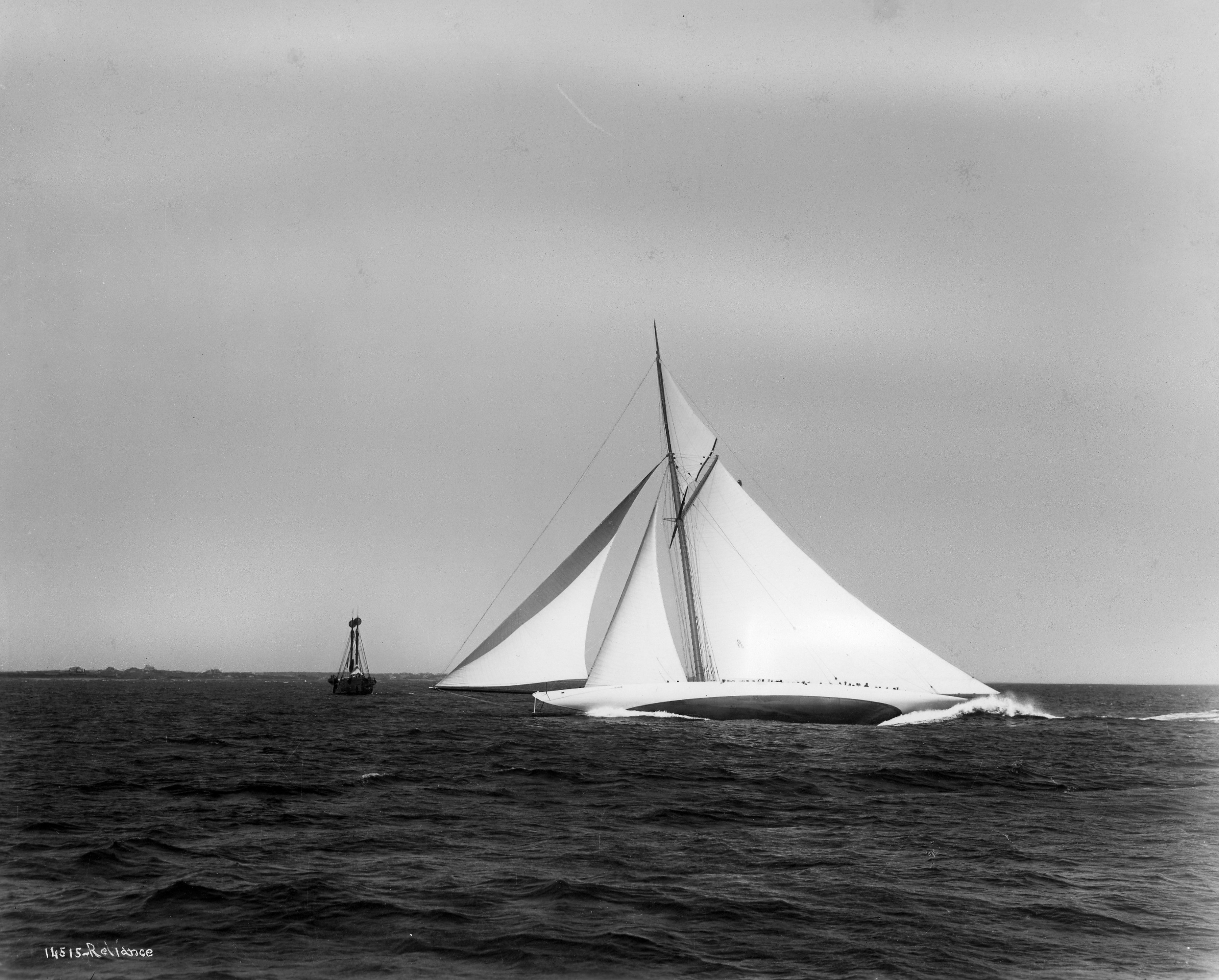
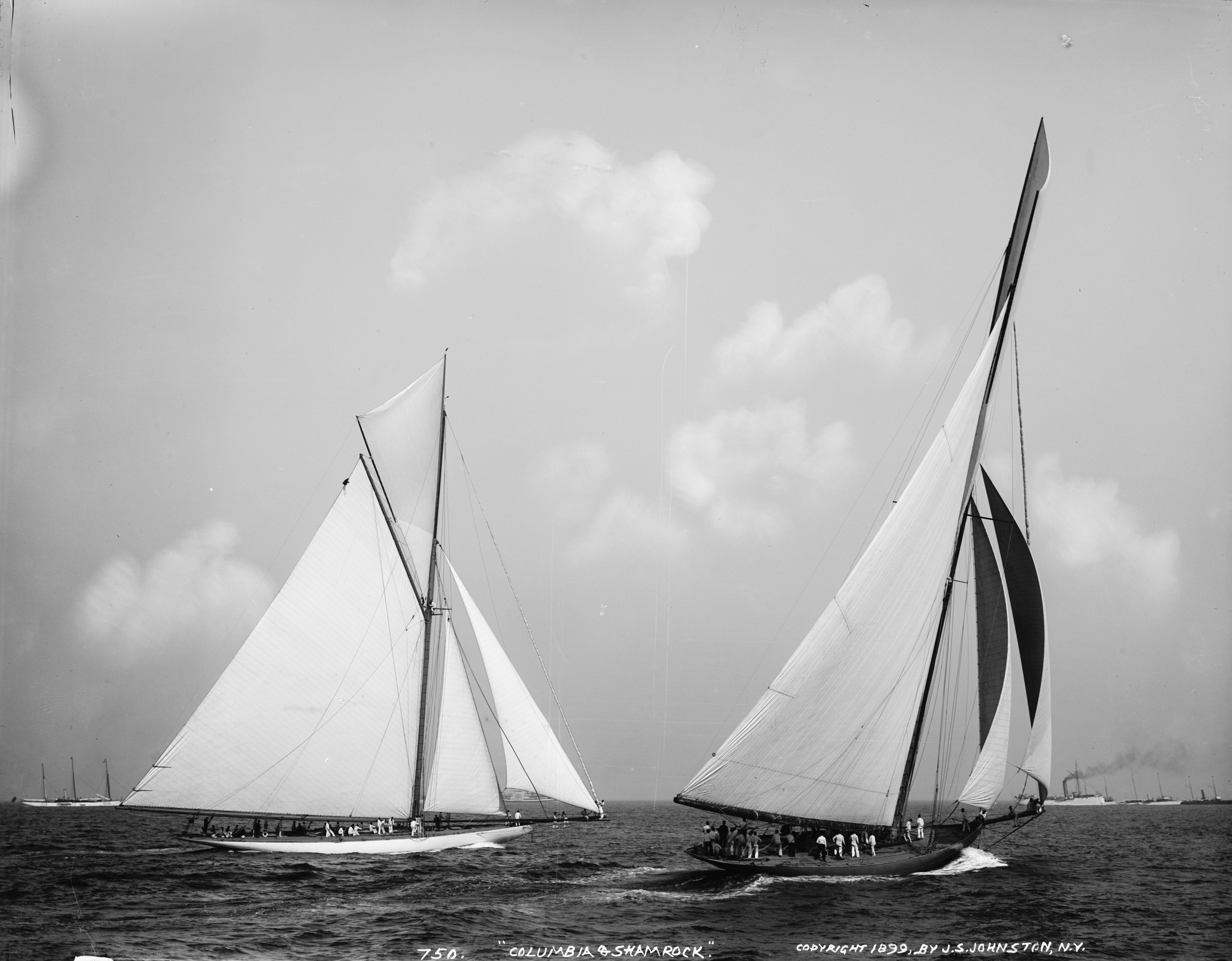